# Horst Panic
Horst Panic (ur. 12 lipca 1938 w Bobrku) – polski piłkarz i trener piłki nożnej. Najlepszy trener Dolnego Śląska w Plebiscycie "Słowa Polskiego" w 1983.

## Kariera sportowa
Karierę piłkarską rozpoczął w Zrywie Chorzów, od 1955 był zawodnikiem Bielawianki Bielawa, od 1965 do 1970 Górnika Wałbrzych, z którym występował w II lidze. Grał na pozycji napastnika.
Po zakończeniu kariery zawodniczej pracował jako trener, w sezonie 1974/1975 został asystentem Stanisława Stachury w Górniku, grającym wówczas w III lidze, w latach 1975-1978 w tej samej roli pomagał Stanisławowi Świerkowi i wywalczył awans do II ligi w 1976. W sezonie 1978/1979 został pierwszym trenerem wałbrzyskiego zespołu, ale zwolniono go po rundzie jesiennej. Powrócił na to stanowisko w rundzie wiosennej sezonu 1980/1981, a w 1983 wprowadził Górnika pierwszy raz w historii do ekstraklasy. Po rundzie jesiennej jego zespół prowadził nawet w I lidze. Sukcesy te dały Panicowi zwycięstwo w Plebiscycie "Słowa Polskiego" na najlepszego trenera 1983 roku.
W sezonie 1983/1984 jego zespół ostatecznie zajął 6 miejsce, a on sam odszedł po zakończeniu rozgrywek do Zagłębia Sosnowiec. Z klubem z Sosnowca zajął w sezonie 1984/1985 piąte miejsce w I lidze, odszedł po rundzie jesiennej sezonu 1985/1986. Wiosną 1987 prowadził III-ligowe, a w sezonie 1990/1991 II-ligowe Zagłębie Wałbrzych, w latach 1991-1994 na szczeblu II i III ligi Chrobrego Głogów. W rundzie wiosennej sezonu 1994/1995 prowadził II-ligową Amikę Wronki, ale został zwolniony przed końcem rozgrywek zakończonych dla zespołu awansem do I ligi. W maju 1995 został trenerem Lechii Dzierżoniów, nie utrzymał jednak zespołu w II lidze. W sezonie 1995/1996 prowadził III-ligową Polonię Świdnica. Pracował także w Varcie Namysłów (w rundzie wiosennej 1997/98 i rundzie jesiennej 1998/99). Był też trenerem w LKS Bestwina i od 2007 w Drzewiarzu Jasienica.